# Удаляньчи
Удаляньчи́ (кит. упр. 五大连池, пиньинь Wǔdàliánchí), Уюнь-холдонги — городской уезд городского округа Хэйхэ провинции Хэйлунцзян (КНР). Название означает «5 больших соединённых озёр», и происходит от находящейся на территории городского округа природной достопримечательности — пяти вулканических озёр (в настоящее время — геопарк «Удаляньчи»).

## История
Во времена империи Цин здесь жили дауры чисто-белого знамени; отвечавшая за сношения с ними административная структура размещалась в Бутэха. С 1910 года эти земли были подчинены Нэхэ, с 1915 вошли в состав уезда Кэшань. В 1933 году здесь был образован отдельный уезд Дэду (德都县).
В 1932 году в Маньчжурии японцами было создано марионеточное государство Маньчжоу-го. В 1939 году в Маньчжоу-го было произведено очередное изменение административно-территориального деления, и уезд Дэду вошёл в состав новой провинции Бэйань.
По окончании Второй мировой войны правительство Китайской республики осуществило административно-территориальный передел Северо-Востока, и в январе 1946 года провинции Хэйхэ и Бэйань были объединены в провинцию Хэйлунцзян. В 1947 году провинции Хэйлунцзян и Нэньцзян были объединены в «Объединённую провинцию Хэйлунцзян и Нэньцзян» (сокращённо — провинцию Хэйнэнь), однако вскоре разделены вновь. В 1949 году провинция Нэньцзян была присоединена к провинции Хэйлунцзян, а в 1954 году к провинции Хэйлунцзян была присоединена провинция Сунцзян.
В 1958 году уезд Дэду был присоединён к уезду Бэйань, однако в 1963 году воссоздан.
8 октября 1983 года из уезда Дэду был выделен в отдельную административную единицу город Удаляньчи (на тот момент это был самый маленький город в Китае — в нём жило порядка 5 тысяч человек). В 1996 году город Удаляньчи и уезд Дэду были ликвидированы, а на их месте образован городской уезд Удаляньчи.

## Административное деление
Городской уезд Удаляньчи делится на 1 уличный комитет (в городе Циньшань), 4 посёлка и 7 волостей.
| №  | Название  | Название (кит.) | Статус          | Население чел. (2010) | На карте                         |
| -- | --------- | --------------- | --------------- | --------------------- | -------------------------------- |
| 1  | Циншань   | 青山街道办事处  | уличный комитет | 54287                 | 48°30′40″ с. ш. 126°11′26″ в. д. |
| 2  | Лун       | 龙镇            | поселок         | 25257                 | 48°40′53″ с. ш. 126°41′52″ в. д. |
| 3  | Хэпин     | 和平镇          | поселок         | 19747                 | 48°30′13″ с. ш. 125°57′56″ в. д. |
| 4  | Туаньцзе  | 团结乡          | волость         | 15849                 | 48°35′38″ с. ш. 126°01′42″ в. д. |
| 5  | Удаляньчи | 五大连池镇      | поселок         | 13846                 | 48°39′06″ с. ш. 126°09′49″ в. д. |
| 6  | Тайпин    | 太平乡          | волость         | 13746                 | 48°26′43″ с. ш. 125°52′19″ в. д. |
| 7  | Шуанцюань | 双泉镇          | поселок         | 13581                 | 48°35′55″ с. ш. 126°11′38″ в. д. |
| 8  | Цзяньшэ   | 建设乡          | волость         | 11462                 | 48°30′24″ с. ш. 126°03′43″ в. д. |
| 9  | Синьфа    | 新发乡          | волость         | 10691                 | 48°27′20″ с. ш. 126°11′48″ в. д. |
| 10 | Синлун    | 兴隆乡          | волость         | 8074                  | 48°25′04″ с. ш. 126°17′05″ в. д. |
| 11 | Чаоян     | 朝阳乡          | волость         | 6904                  | 48°58′20″ с. ш. 126°23′42″ в. д. |
| 12 | Синьгань  | 兴安乡          | волость         | 3392                  | 48°57′27″ с. ш. 127°10′58″ в. д. |

## Соседние административные единицы
Городской уезд Удаляньчи граничит со следующими административными единицами:
- уезд Сюнькэ — на востоке
- городской уезд Бэйань — на юге
- уезды Нэньцзян и Суньу — на севере
- городской округ Цицикар — на юго-западе